# گمینا بارتوشتسه
گمینا بارتوشتسه (به لهستانی:  Gmina Bartoszyce) یک گمینا در لهستان است که در شهرستان بارتوشتسه واقع شده‌است. گمینا بارتوشتسه ۴۲۷٫۸۲ کیلومتر مربع مساحت و ۱۰٬۷۶۹ نفر جمعیت دارد.